# Pontus Kåmark
Pontus Kåmark, född 5 april 1969 i Västerås, är en svensk före detta fotbollsspelare. Han spelade som försvarare under sin aktiva karriär.

## Klubbkarriär
Pontus Kåmark var som ungdom en lovande ishockeyspelare i Västerås IK, och började spela fotboll i IK Franke. Kåmark gjorde sin A-lagsdebut redan som 15-åring 1985 i Västerås SK. I Västerås spelade han fyra säsonger, mestadels som yttermittfältare, innan han i januari 1989 gick till IFK Göteborg. Han debuterade i allsvenskan som avbytare och målskytt, i derbyt mot Gais 11 maj samma år, och omskolades i IFK Göteborg som vänsterback. Han missade stora delar av säsongen 1990 på grund av sin första korsbandsskada, när IFK Göteborg tog SM-guld, men var given vänsterback när de vann svenska cupen den 2 november 1991, och blev svenska mästare 1991, 1993, 1994, 1995. Han spelade flera Uefa Champions League-matcher med vinster i gruppspelsmatcherna mot bl.a. FC Barcelona och Manchester United 1994. Det blev 190 matcher och fem mål under hans första sejour i IFK Göteborg.
Kåmark blev i september 1995 utlandsproffs i Leicester City som då låg i toppen av Championship. Han stannade i IFK Göteborg säsongen ut, och debuterade i Leicester 5 november 1995 mot West Bromwich. Han inledde med ett spektakulärt långskott som tog i stolpen. Starten i England blev allt annat än positiv då Kåmark skadade sitt knä allvarligt i sitt andra framträdande för Leicester i en ligacupmatch mot Bolton.
Det dröjde ett år innan Kåmark kunde komma tillbaka den 7 december 1996 mot Blackburn Rovers, då i Premier League. I slutet av januari 1997 i en FA-cupmatch mot Norwich, bröt han armen och blev borta ännu några månader. Men när han väl var tillbaka fick han spela en nyckelroll då han skulle punktmarkera Middlesbroughs stjärna Juninho i ligacupfinalen på Wembley april 1997. Kåmark utförde uppdraget med perfektion och Leicester fick lyfta bucklan och ta hem klubbens första cuptitel på 33 år.
Säsongen 1997/98 var han i toppslag och fick ofta uppdraget att man-mot-man-spela mot motståndarnas bästa anfallare. Med hela 35 ligamatcher blev Kåmark en omtyckt profil både på och utanför planen.
Säsongen 1998/99 blev det bara 15 matcher från start och managern Martin O'Neill höll Kåmark utanför startelvan, vilket fick Kåmark att flytta hem till Sverige.
Valet föll på AIK. Sommaren 1999 debuterade Kåmark som 30-åring i AIK, och under hans första tolv matcher i den svarta tröjan släppte inte AIK in ett enda mål. Bland dessa tolv matcher var AIK:s avancemang till Champions League, där Kåmark var en avgörande defensiv faktor. Bland dessa tolv matcher var mot FC Barcelona i Champions League, en match där Kåmark neutraliserade världsstjärnan Figo och där han blev utbytt på grund av skada med fem minuter kvar av ordinarie matchtid vid ställningen 1–0 till AIK. Det blev bara två allsvenska matcher för Kåmark våren 2000. I en träningslandskamp mot Danmark gick hans korsband i höger knä av, och han var borta från allt fotbollsspel resten av säsongen.
Efter två säsonger i Solna-klubben återvände han till IFK Göteborg, där det blev drygt ett år innan han tvingades avsluta karriären 2002, efter tre korsbandsoperationer, och sammanlagt 217 matcher och 5 mål för Blåvitt.

## Landslagskarriär
Landslagsdebuten kom mot Förenade Arabemiraten i Dubai 14 februari 1990. Kåmark var en del av det svenska fotbollslandslaget 1994 som slutade trea i VM 1994. 
Han hade bara spelat i tre VM-kvalmatcher 1993 och var medveten om att han skulle få begränsat med speltid i VM. Läget förändrades när Jan Eriksson lämnade truppen på grund av skada och Joachim Björklunds ljumskproblem förvärrades. Kåmark fick spela gruppspelsmatchen mot Brasilien från start och imponerade stort mot Romário och Bebeto. Han fick även spela delar av slutspelsmatcherna mot Saudiarabien och Rumänien som Björklunds ersättare i mittförsvaret. I bronsmatchen mot Bulgarien, då Roger Ljung var avstängd, spelade Kåmark från start som vänsterback. 
Kåmark startade i fem av åtta EM-kvalmatcher men på grund av en knäskada spelade han inte en enda landskamp under året 1996.
Han var tillbaka i landslaget till VM-kvalmatchen mot Skottland den 30 april 1997, och startade i ytterligare tre VM-kvalmatcher under hösten, men Sverige lyckades inte att ta sig till Världsmästerskapet 1998.
Kåmark medverkade i sex av åtta EM-kval matcher, när Sverige kvalificerade sig till Europamästerskapet 2000. Men i träningslandskampen mot Danmark den 26 april 2000 i Köpenhamn ådrog sig Kåmark en korsbandsskada och missade mästerskapet.
Han spelade totalt 57 landskamper men gjorde inget mål. Hans sista landskamp var en träningsmatch mot Grekland i Thessaloniki 13 februari 2002.
Kåmark tvingades att tacka nej till en plats i VM-truppen 2002 på grund av återkommande skador.

## Övrigt
Kåmark har arbetat som expert för TV4 och var mellan 2013 och 2024 expertkommentator på Viasat.
Kåmark bor i Örgryte och driver sedan många år ett eget företag som ger sysselsättning åt människor med funktionsvariationer.

## Meriter

### Klubblag
IFK Göteborg
- Allsvenskan: 1990, 1991, 1993, 1994, 1995
- Svenska Cupen: 1991

Leicester City
- Engelska Ligacupen: 1997

### Landslaget
- VM i fotboll: 1994
- VM-brons: 1994
- kopia av Svenska Dagbladets guldmedalj 1994